# スーパータイムスペシャル
『スーパータイムスペシャル』とは、フジテレビ系列にて1984年10月1日から1997年3月30日まで（平日版は1984年10月1日から1997年3月28日、週末版は1985年4月6日から1997年3月30日）夕方に生放送されていたニュース番組『FNNスーパータイム』（以下『スーパータイム』）のスペシャル放送版である。

## 主な番組

### スーパータイムスペシャル
- 1990年から1996年の春・秋・年末年始に共同テレビジョンとハウフルスの制作協力を受けて放送されていた報道バラエティ番組で、衝撃映像・お宝映像・ハプニング映像などを取り上げる『スーパータイム』の番外編スペシャル。
- 司会は『スーパータイム』平日キャスター[1]に加え、過去に逸見政孝の代役経験がある露木茂[2]が担当。また1993年までは有賀さつき・河野景子・田代まさし・吉崎典子もそれぞれ司会に加わっていた。
- レギュラーコメンテーターには番組終了まで過去に幸田シャーミンの代役経験がある紺野美沙子が出演。

### スーパータイム選挙スペシャル
- 1990年から1993年の参議院議員通常選挙ならびに衆議院議員総選挙投票日の夜に放送されていた『スーパータイム』の選挙速報スペシャル。
- 司会は上田昭夫（→露木茂）と安藤優子が担当。フィールドキャスターは1990年は当時『FNNスピーク』（以下『スピーク』）の露木茂と当時『FNN DATE LINE』の木村太郎が、1993年は当時『報道2001』で前平日アンカーマンの黒岩祐治がそれぞれ担当。

### FNNスーパータイムスペシャル
- 1987年7月・1990年7月から1993年7月・1996年7月の『FNS27時間テレビ』[3]内にて放送されていた『スーパータイム』のスペシャル放送版。[4]出演者はそちらを参照。
- 『FNS27時間テレビ』以外にも大災害や重大事件・事故が発生した際、通常の『スーパータイム』を時間拡大してこのタイトルで放送されていたこともある。

### スーパータイムデラックス
- 1988年7月17日・1989年7月16日の『FNSスーパースペシャルテレビ夢列島』（以下『夢列島』）内にて放送されていた『スーパータイム』のスペシャル放送版。
- 司会は2年連続当時『スピーク』の露木茂と『夢列島』総合司会のタモリ、ヘリ中継は当時『スーパータイム』週末アンカーマンの黒岩祐治[5]、天気予報は当時関西テレビ『アタック600』にて気象キャスターを担当していた福井敏雄がそれぞれ担当。スポーツコーナーは1988年は塩原恒夫と笑福亭鶴瓶、1989年は中井美穂[6]と明石家さんまがそれぞれ担当。

## 関連番組
- 劇的瞬間スペシャル!

『スーパータイムスペシャル』の後継番組。
- タモリ&安藤優子のSuperスーパーニュースSpecial

『スーパータイム』の後々番組『FNNスーパーニュース』の番外編スペシャルで、司会を務めたタモリ・安藤優子の冠番組。
- 笑っていいとも!スペシャル

『森田一義アワー 笑っていいとも!』のスペシャル放送版で、本番組同様様々なスペシャルが放送された。